# Autopilot Off (EP)
Autopilot Off è l'EP omonimo degli Autopilot Off, band pop punk/emo statunitense. Il disco è il primo del gruppo con la Island Records ed è stato prodotto dal manager dei Sum 41, Greig Nori.

## Tracce
1. Long Way to Fall - 2:39 (Autopilot Off - Chris Johnson)
2. Indebted - 3:42 (Autopilot Off - Chris Johnson)
3. Nothing Frequency - 2:39 (Autopilot Off - Chris Johnson)
4. Exit Signs - 2:43 (Autopilot Off - Chris Johnson)
5. Wide Awake - 3:12 (Autopilot Off - Chris Johnson)

## Formazione
- Chris Johnson - voce e chitarra
- Chris Hughes - chitarra
- Rob Kucharek - basso
- Phil Robinson - batteria